# ニシノホンモンジスゲ
ニシノホンモンジスゲ Carex stenostachys var. stenostachys  はカヤツリグサ科スゲ属の植物の1つ。いわゆるホンモンジスゲ類の1つである。

## 特徴
夏緑性の多年生草本。ほとんど匍匐枝を出さず、大きな株を作る。葉は花茎と同長かやや長く、幅は2-3mm。基部の鞘は暗褐色から濃褐色で比較的長く、また後にやや繊維に分かれる。
花期は4-6月。花茎は長さ30-50cmで、下部は滑らかな表面をしているが、先端の方はざらつく。頂小穂は雄性、側小穂は雌性で2-4個がやや離れて付く。小穂の基部にある苞は1-2mmの短い鞘があり、先端近くのものでは葉状部は棘状、下部のものでは1-4cmの長い葉状部があり、小穂と同じ程度の長さになるか、またはやや長いくなる。雄小穂は線柱形で長さ2-3.5cm、幅2mmで短い柄がある。雄花鱗片は暗褐色から褐色で先端は鈍く尖る。雌小穂は円柱形で長さ1-3cm、幅3-4mm。一番上にあるものは短くて長さ1cmほど、それ以下のものは離れて付き、柄がある。雌花鱗片は暗褐色から濃褐色、倒卵形で長さ2-3mm、先端は鈍く尖るか鋭く尖る。果胞は長さ3-3.3mmと雌花鱗片より少し大きく、卵形で表面には一面に毛がある。先端部は急に狭まって突き出し、その先端には2歯がある。痩果は卵形で長さ2mm、先端には盤状の付属体がある。

## 分布と生育環境
日本固有種で、本州の東北地方西部から近畿、中国地方まで、それに四国から知られる。本種の分布域は主に日本海側であるとされ、鈴鹿山系に分布があるのは日本海要素の遺存種的なものとの判断もあるが、紀伊半島の北部までの分布も知られている。
林の中や林縁部に生え、また道ばたにも出現する。

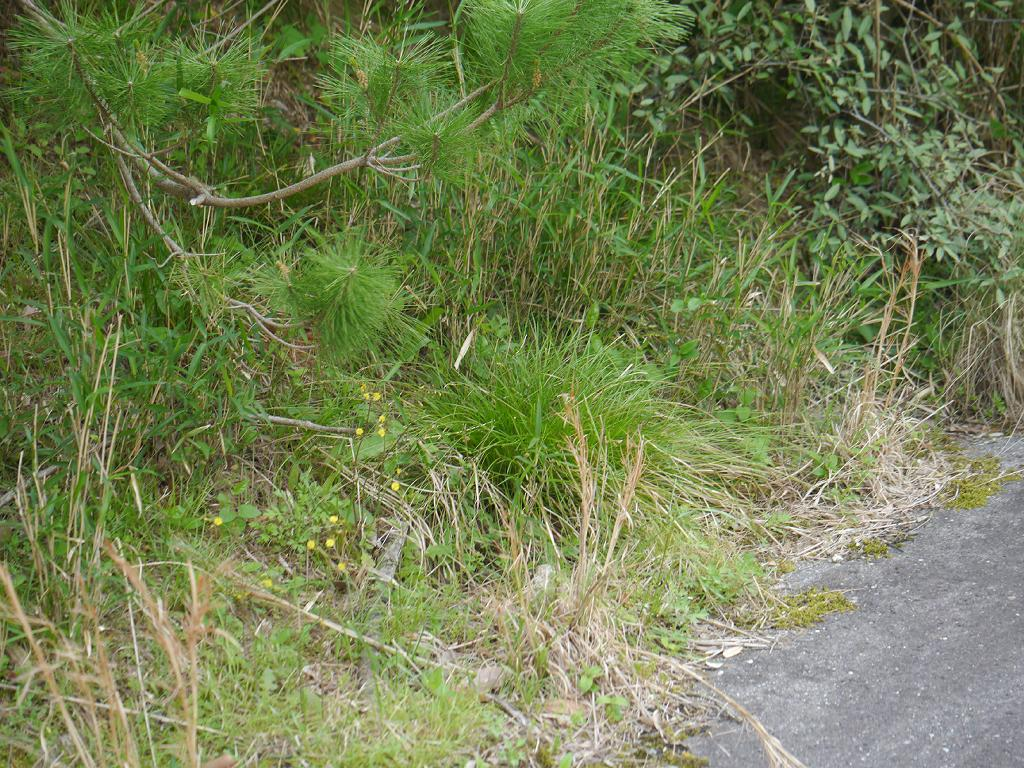
道路脇の生育地
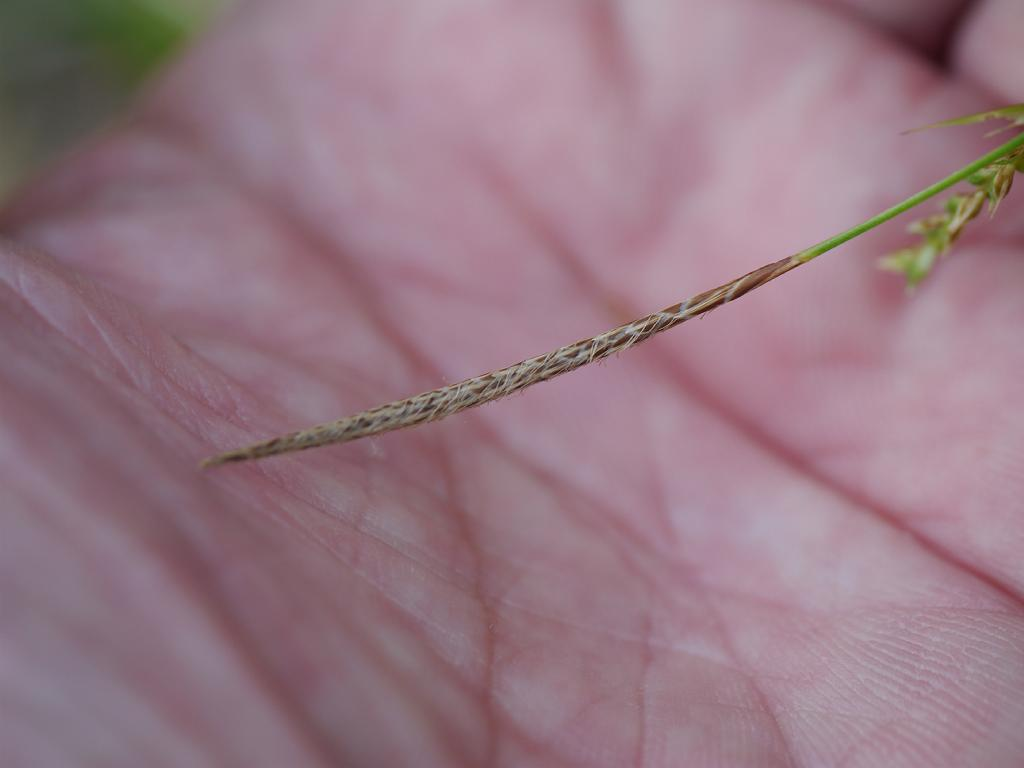
頂小穂
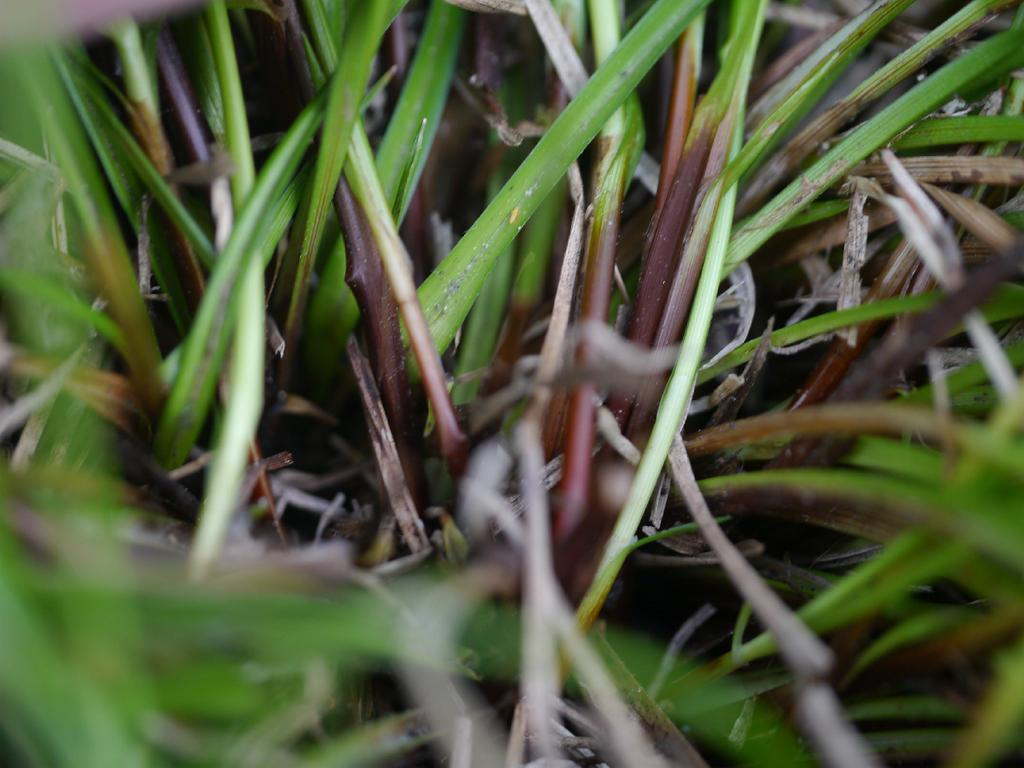
基部の鞘

## 近縁群との関係
本種はいわゆるホンモンジスゲ類の1つである。細い葉、細い花茎、頂生の雄小穂と2個かその程度の細くてまばらに花をつける雌小穂、小さめの果胞などの共通の特徴を持つ。その中で本種の特徴としては、匍匐枝を出さず、大きな株を作ること。全体に無毛だが果胞に毛があること、雄小穂と葉の基部の鞘が濃褐色であることなどが特徴となる。本種の分類上の扱いは、この群全体の扱いに関わって多くの説が出されたが、ここでは星野他(2011)に従う。
本種にもっとも似ているのがミチノクホンモンジスゲで、本州の東北地方から関東地方北部まで分布する。細部の特徴は本種とほぼ共通しており、異なる点は匍匐枝を出し、大きな株にならない点である。勝山(2005)や星野他(2011)はこれを本種の変種 var. cuneata としている。この2変種は明確に区別が出来るが、北陸地方の多雪地帯のものに基づいて記載されたコシノホンモンジスゲ var. ikegamiana は大きな株を作り、短い匍匐枝を出す。そのためにこれは上記2変種の中間の形となって両者が連続する。ただしニシノホンモンジスゲもまれに短い匍匐枝を出し、そうなるとこの変種と区別できなくなる。現時点ではこの変種の扱いは判然としていない。正木他(2006)は匍匐枝を出すことを重視して、分布に関する論議ではこの変種をミチノクホンモンジスゲに含めて扱っているが、分類上の扱いについては保留している。
それ以外のものとしては同様に苞の葉状部が小穂より長くなり、果胞に毛があるものとしてはホンモンジスゲ C. pisiformis は匍匐枝を出し、また基部の鞘や雄小穂が淡い褐色であることで区別できる。また同様の特徴を持つシロホンモンジスゲ C. polyschoema は基部の鞘が褐色、雄小穂が白っぽいところで区別できる。
それ以外に本種に似たものとしてはヒメカンスゲ C. conica やその近縁種群があげられるが、これらは常緑でより葉が硬く濃色で、雌花鱗片が短い芒を持つことなどで区別される。